# Eva Braun
Pour les articles homonymes, voir Braun.
Eva Hitler, née Eva Braun le 6 février 1912 à Munich (Bavière) et morte par suicide le 30 avril 1945 à Berlin, est une photographe allemande. 
Elle est connue pour avoir été la maîtresse d'Adolf Hitler, Führer et chancelier du Reich, qu'elle a épousé la veille de leur suicide en commun, quelques jours avant la capitulation du Troisième Reich à la fin de la Seconde Guerre mondiale.

## Biographie

### Enfance pieuse et modeste

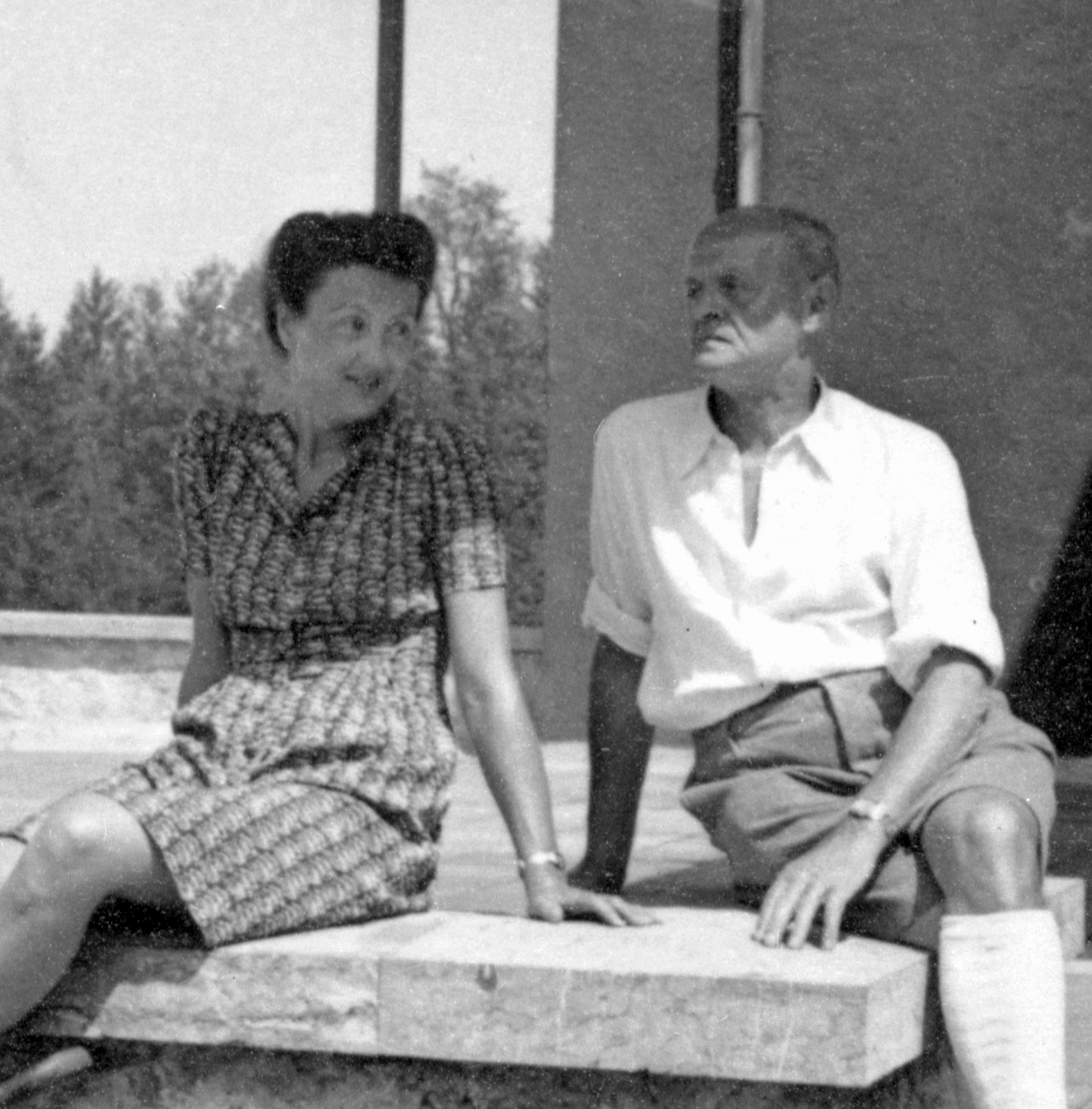
Les parents d'Eva, Franziska Kronberger et Friedrich Braun, dans les années 1930.

Eva Anna Paula Braun est la fille cadette de Friedrich « Fritz » Braun (1879-1964), professeur-architecte d'intérieur en lycée professionnel, et de Franziska Kronberger (1885-1976), fille d'un ancien directeur des services vétérinaires, Franz Paul Kronberger (1858-1933), et de Josefa Winbauer (1851-1927).
Le couple Braun a trois filles :
- Ilse (1909-1979), secrétaire médicale et maîtresse du médecin juif Martin Marx[3] avant de devenir la secrétaire d'Albert Speer[4] ; elle se marie en 1937 avec M. Höchstetter, en divorce, et se remarie en 1941 avec M. Fucke-Michels ; elle n'a pas d'enfant ;
- Eva ;
- Gretl (1915-1987), qui en 1944 épousa en premières noces le général SS Hermann Fegelein (1906-1945)[5], d'où une fille : Eva Barbara Fegelein (née posthume, le 5 mai 1945 - se suicide le 25 avril 1971) ; elle épouse en deuxièmes noces, le 6 février 1954, Kurt Berlinghoff.

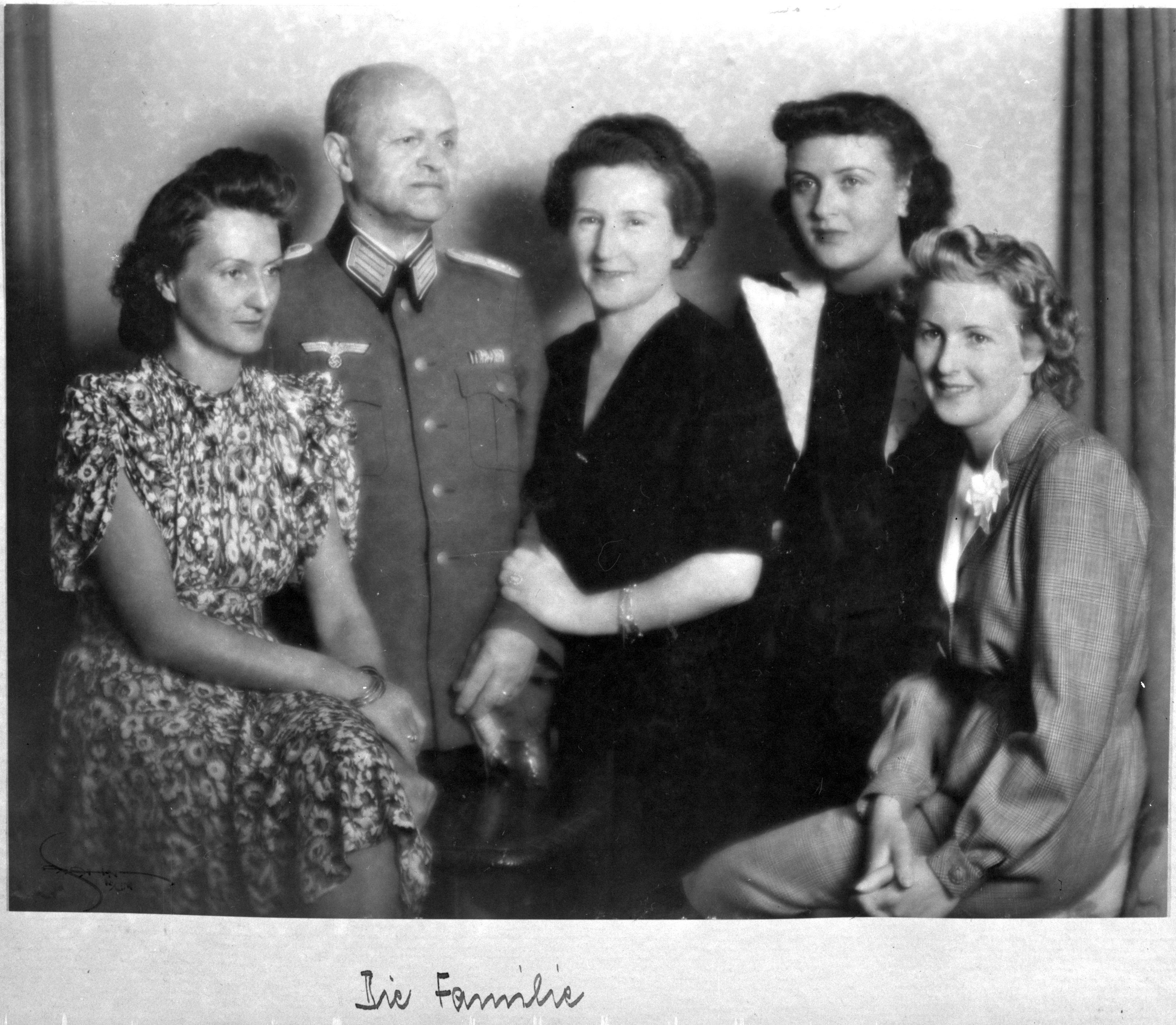
Eva Braun (à droite) et sa famille.

Les parents divorcent en avril 1921, mais reforment leur couple en se remariant en novembre 1922, probablement pour des raisons financières : l'économie allemande est à l'époque frappée d’hyperinflation.
Catholiques convaincus, Fritz et Franziska placent alors leur fille à l'école catholique de Munich, puis pendant un an au couvent de Simbach am Inn, dans lequel elle prouve un certain talent pour l'athlétisme. Titulaire d'un diplôme de secrétaire-dactylographe-comptable, Eva Braun rêve d'être un jour actrice à Hollywood.

### Rencontre avec Hitler

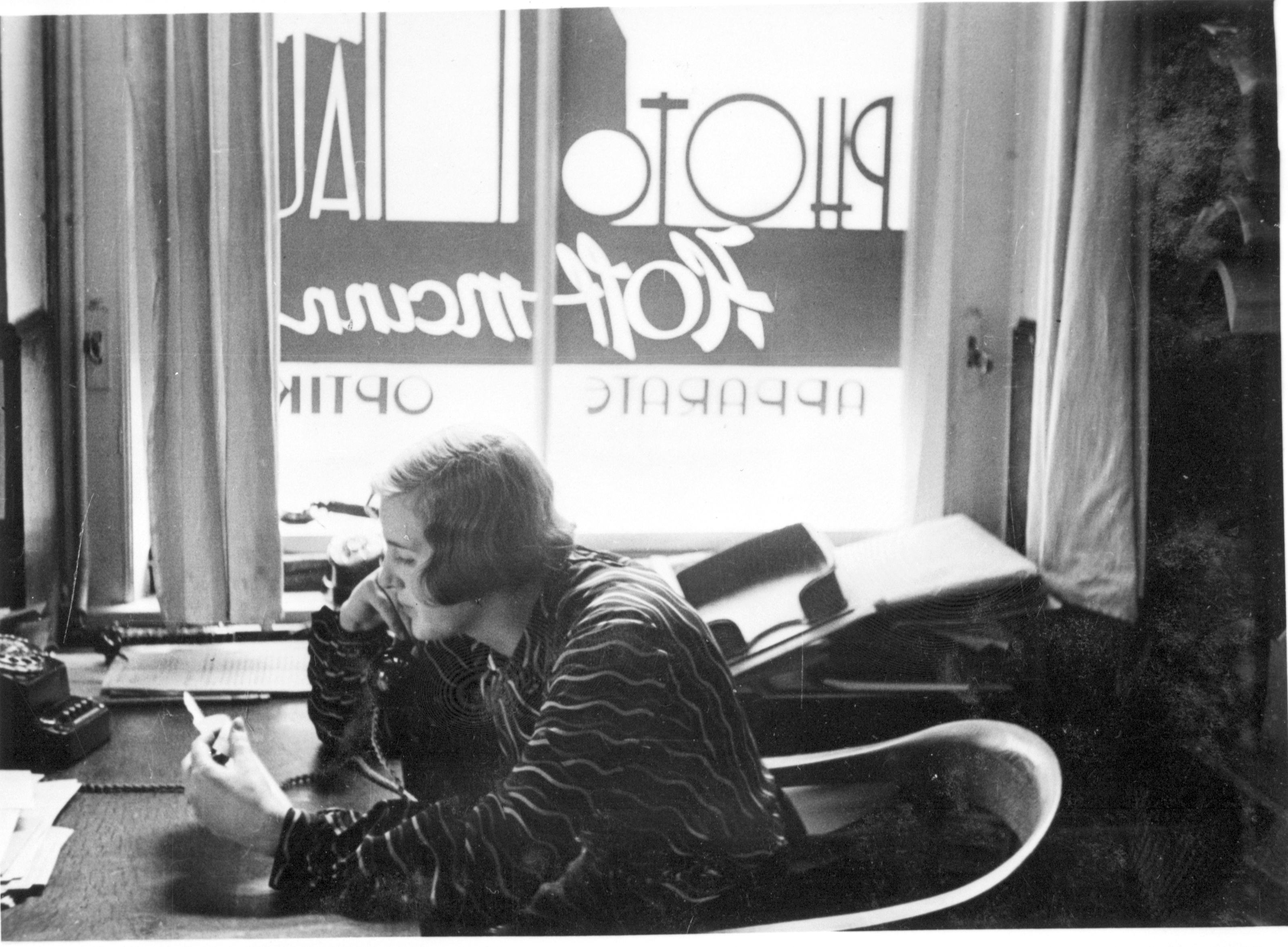
Eva Braun comme assistante d'Heinrich Hoffmann, en 1932.

À l'âge de 17 ans, Eva Braun croise le chemin d'Adolf Hitler en 1929, à Munich, alors qu'elle travaille comme assistante d'Heinrich Hoffmann, le photographe officiel du parti nazi. Ils se rencontrent lors d'une visite de Hitler dans l'atelier. Eva Braun aurait confié plus tard à sa sœur : « Il me dévorait des yeux ». Cette scène est cependant certainement une invention du Turco-Américain Nerin E. Gun, qui écrit à partir de 1947 une biographie d'Eva Braun en mêlant des témoignages de ses proches et son imagination.
Martin Bormann est alors chargé d'enquêter sur la famille d'Eva Braun et conclut qu'ils sont aryens. Le père de la jeune femme se souvient de la première invitation de Hitler : « Puis-je vous inviter à l'opéra, mademoiselle Eva ? Je suis toujours entouré d’hommes mais je sais apprécier la compagnie d’une femme ».
Eva Braun est véritablement fascinée par cet homme de 40 ans, de vingt-trois ans son aîné. Il lui est alors présenté comme Herr Wolff, un pseudonyme qu'il utilise souvent dans les années 1920 pour garder l'anonymat. À ses amis, elle le décrit comme « un gentleman d'un certain âge arborant une moustache amusante et portant un grand chapeau de feutre ». Cependant, les choses se compliquent rapidement pour la jeune fille. Les deux familles sont opposées à leur relation. D'ailleurs, Fritz Braun, qui n'adhère pas du tout au national-socialisme et qui n'apprécie pas Adolf Hitler pour ses idées politiques et morales, le considère comme un « clochard d'Autrichien ». Il le prie alors d'arrêter de voir sa fille, en vain. Leur relation reste platonique jusqu'en 1932. Par la suite, les périodes d'intimité entre Eva Braun et Hitler se révèlent finalement assez rares, ce dernier refusant tout mariage légal et tout enfant en dehors du mariage. Résignée, Eva a recours à des produits contraceptifs (lavage vaginal à la douche chaude après une relation sexuelle, utilisation de contraceptifs).
Elle loge chez Heinrich Hoffmann, ce qui permet à Hitler de venir chez lui la rencontrer, officiellement pour chercher des photographies.

### Début de la relation

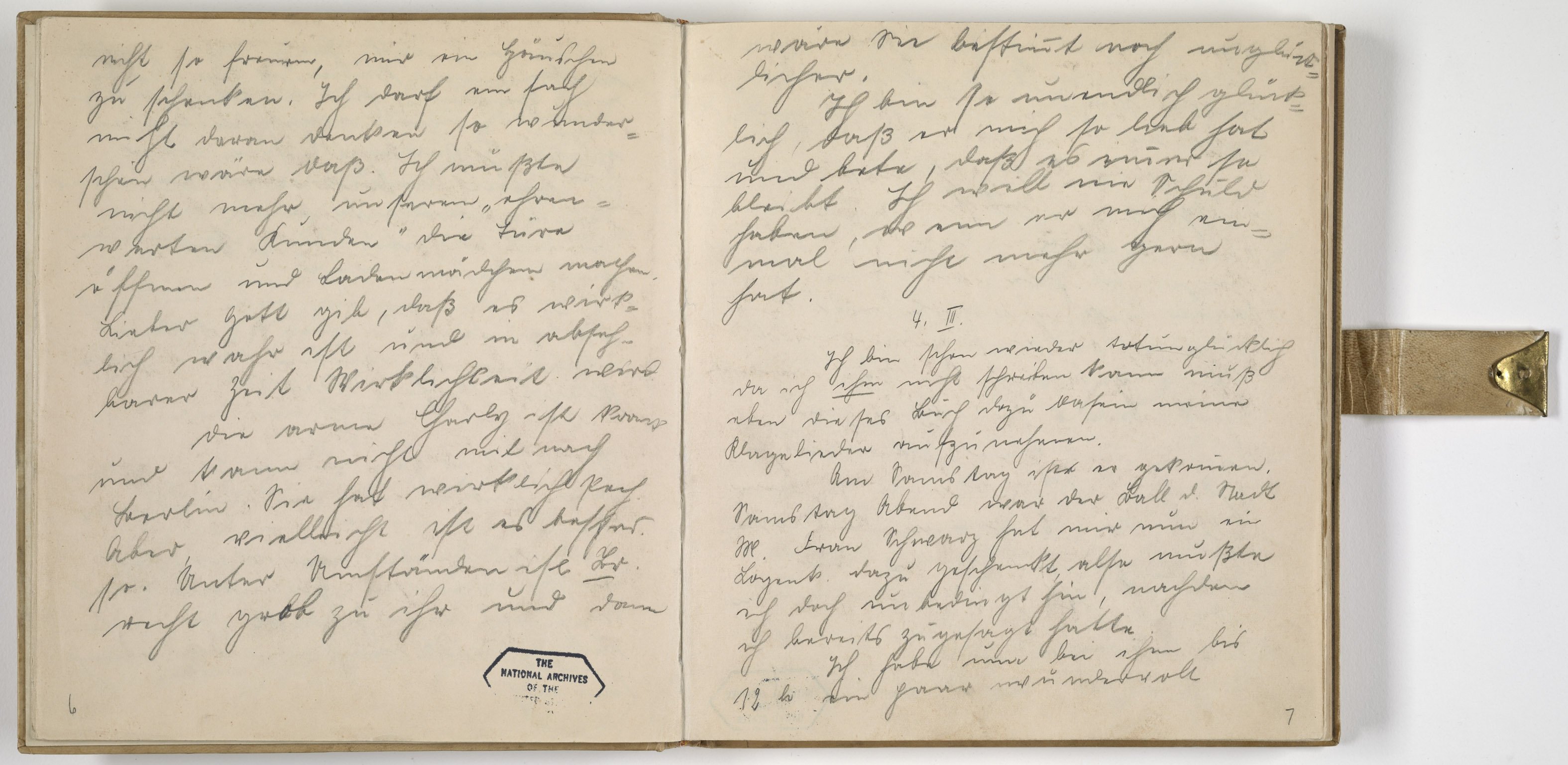
Pages du journal intime d'Eva Braun, en 1935.

On sait peu de choses sur les deux premières années de leur relation. La demi-sœur de Hitler, Angela Raubal, mère de Geli Raubal (cette dernière ayant peut-être été son amante, et s'étant suicidée en 1931), considère Eva Braun avec condescendance.
Jalouse, Eva Braun tente de se suicider le 1er novembre 1932 d'une balle dans le cou, puis une nouvelle fois le 28 mai 1935, en absorbant une grande quantité de somnifères. Sa sœur aînée Ilse, qui l'avait retrouvée ensanglantée lors de sa première tentative de suicide, affirme avoir détruit les pages compromettantes du journal intime d'Eva qui auraient évoqué ce sujet. Après le rétablissement d'Eva, Hitler décide d'être plus proche d'elle, et l'emmène dans sa villa de Wasserburgerstrasse, dans la périphérie de Munich. Il l'invite au congrès du parti à Nuremberg, le 30 septembre 1935, où elle rencontre les femmes des dignitaires nazis, Mmes Hess, Himmler et Bormann, qui sont cependant choquées que cette « demoiselle capricieuse et apparemment insatisfaite » ait les égards d'une épouse de ministre. Le chancelier lui fournit même une voiture avec chauffeur.

### Compagne secrète duFühreravant la guerre

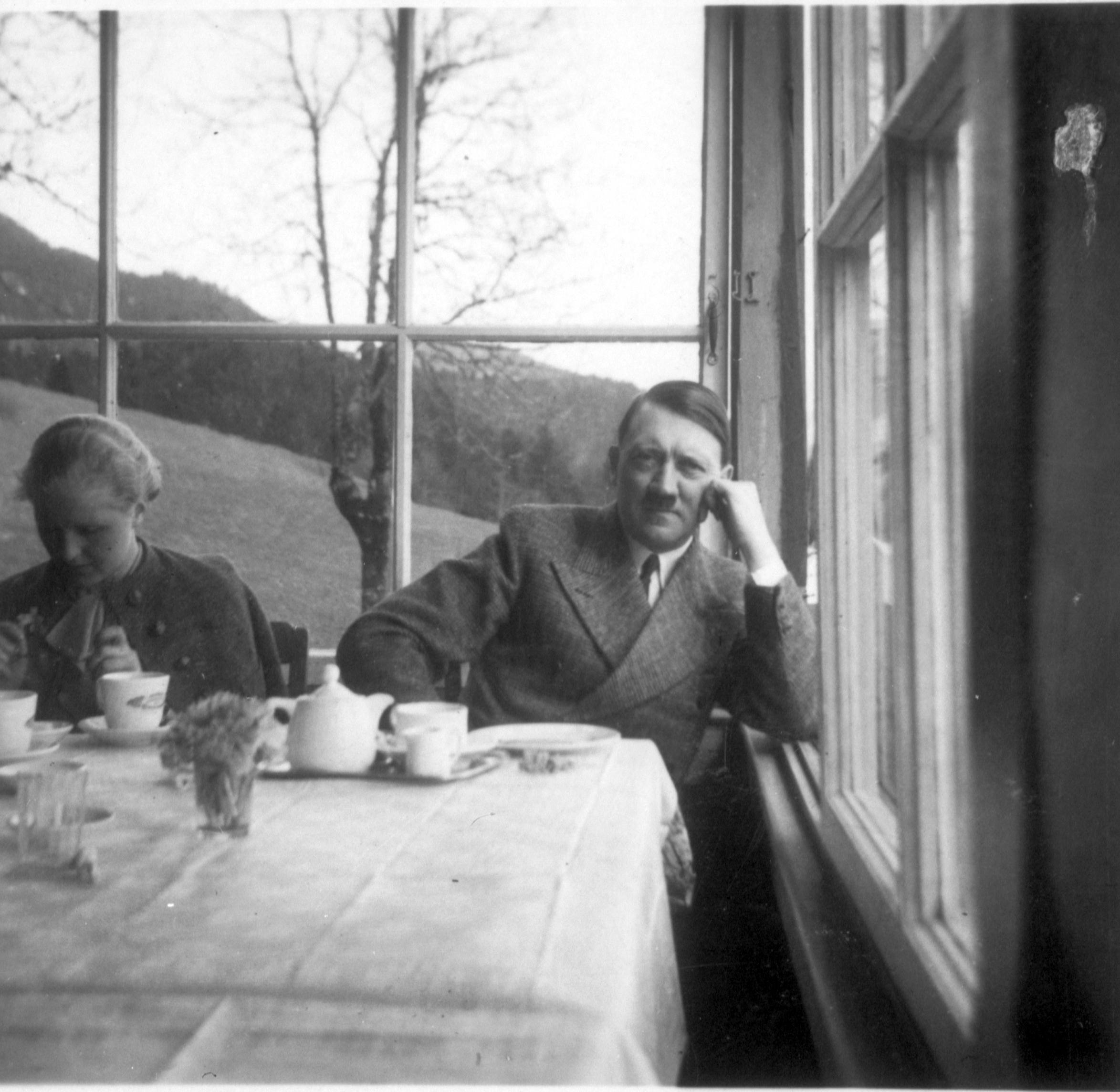
Eva Braun avec Adolf Hitler, en 1935.

À partir de 1936, Eva Braun est une invitée permanente au Berghof, la résidence de Hitler en Bavière, à Berchtesgaden (dans le quartier d'Obersalzberg), demeure qu'elle surnomme son « grand hôtel ». La plupart des sources affirment qu'elle se tient à l'écart des affaires politiques mais un Américain soutient, dans un ouvrage de 2007, qu'elle était au courant de l'existence des camps de concentration. Eva Braun et son compagnon n'apparaissent néanmoins jamais ensemble en public, et leur mariage a été on ne peut plus tardif : il n'a finalement eu lieu que la veille de leur mort. Ainsi, les Allemands ont tout ignoré de leur relation jusqu'à la fin de la Seconde Guerre mondiale, Hitler voulant préserver le mythe du Führer qui ne peut avoir d'autre « épouse » que l'Allemagne.
Si certains prétendent que leur relation n'était pas sérieuse pendant les six premières années, Herta Schneider, la meilleure amie d'Eva Braun, dément ces affirmations en 1949 : « Dans l'intimité, il était vraiment gentil. Eva l'aimait beaucoup et il l'aimait aussi ». En 1938, il prévoit dans un testament que soient versés à sa concubine 1 000 marks mensuels, à vie.

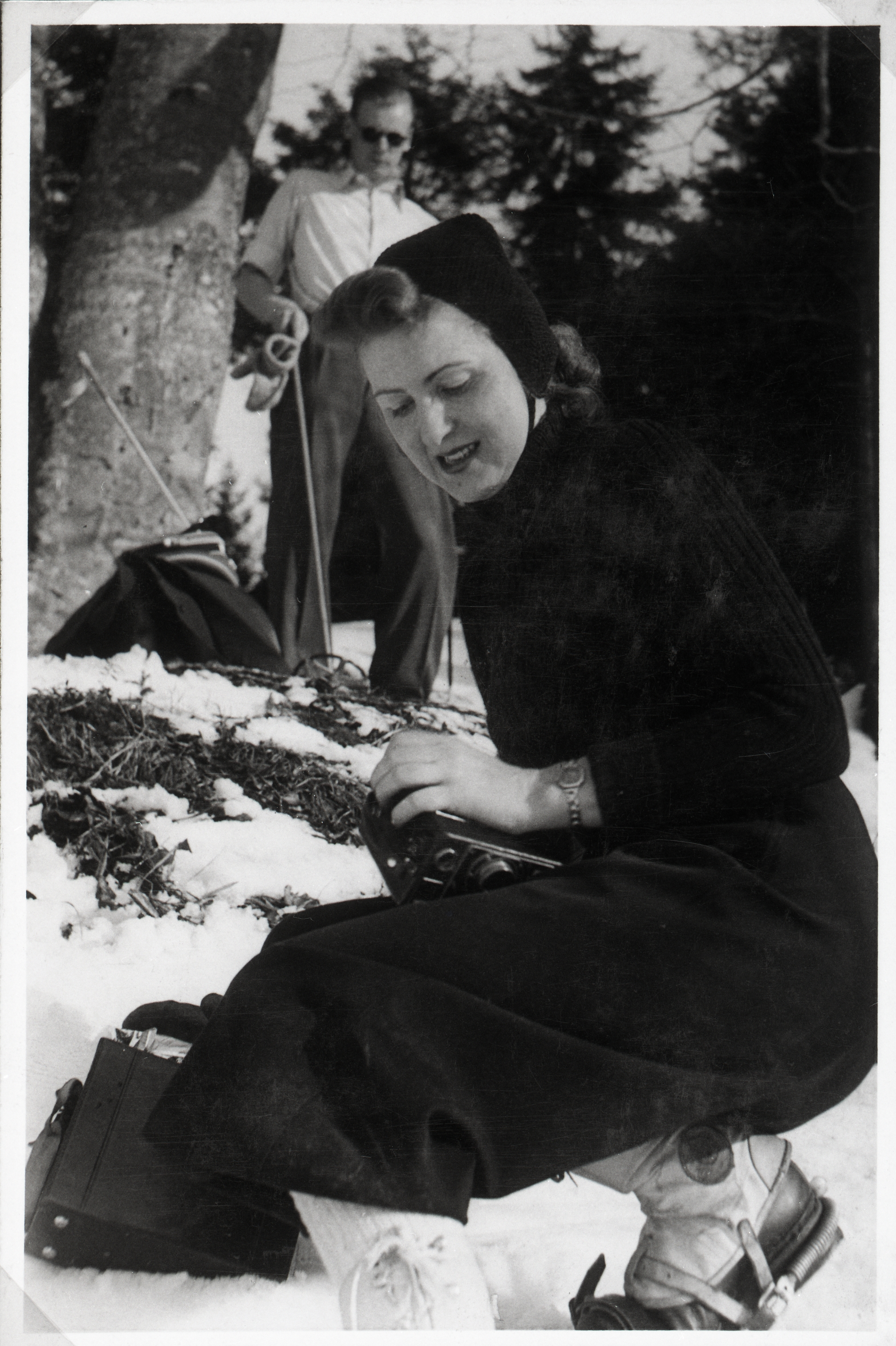
Eva Braun au ski, à la fin des années 1930.

Bien qu'elle soit la maîtresse cachée du Führer et officiellement une secrétaire et employée du photographe Heinrich Hoffmann (ce qui lui permet de justifier sa présence à certains moments avec une caméra ou un appareil photo) avec un très bon salaire de quatre cent cinquante reichmarks par mois, les proches d'Adolf Hitler n'ignorent naturellement pas cette relation.
Dans son autobiographie Erinnerungen (« Souvenirs »), Albert Speer, architecte puis ministre de l'Armement et de la Production de guerre du Reich, décrit ainsi leur relation :

« Eva Braun était autorisée à assister aux entretiens avec les anciens du parti. Mais elle devait disparaître lorsque les autres membres du gouvernement, comme les ministres, arrivaient […]. Manifestement, Hitler acceptait sa compagnie en société jusqu'à certaines limites. Parfois, je lui tenais compagnie lorsqu'elle était isolée, à côté de la chambre de Hitler. Elle était tellement intimidée qu'elle n'osait même pas sortir de la maison pour prendre l'air. Au-delà de la sympathie que j'éprouvais pour sa situation délicate, je commençais à prendre goût à cette femme malheureuse, si profondément attachée à Hitler. »

Leur vie privée est soumise aux contraintes du pouvoir : Eva Braun le fréquente une semaine par mois, leurs soirées se terminant par la projection d'un film. Une secrétaire d'Hitler note qu'elle le tutoie.
Le 18 décembre 1939, le magazine américain The Saturday Evening Post est le premier média à publier des informations sur Eva Braun, reprises par Time, qui écrit : « Une jeune fille bavaroise blonde, nommée Eva Helen Braun a emménagé fin août dans la résidence officielle de Hitler à Berlin, la grande chancellerie ». La censure allemande permet cependant que l'anonymat de leur liaison ne soit pas éventé dans le pays.

### Pendant la Seconde Guerre mondiale

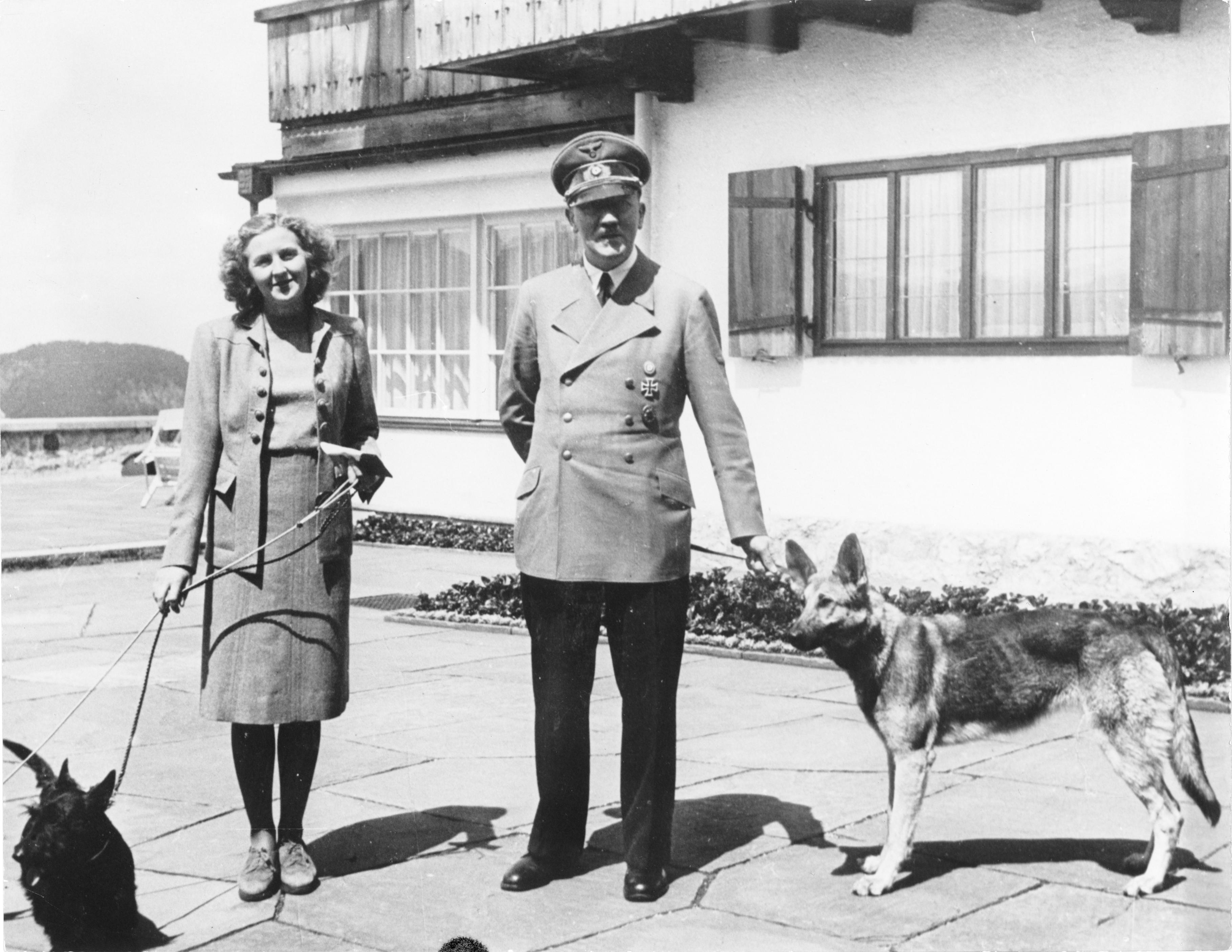
Eva Braun et Adolf Hitler au Berghof, le 14 juin 1942.

Même pendant la Seconde Guerre mondiale, Eva Braun semble avoir beaucoup de loisirs : elle fait du sport, lit des romans à l'eau de rose, regarde des films. En outre, elle s'intéresse fortement à la photographie et aux Rolleiflex Girls, groupe de passionnées dont le nom est inspiré d'une célèbre marque d'appareils photo. Elle aménage d'ailleurs sa propre chambre noire, dans laquelle elle développe la majorité des photographies et des films sur la vie qu'elle mène avec le chef de l'État allemand.

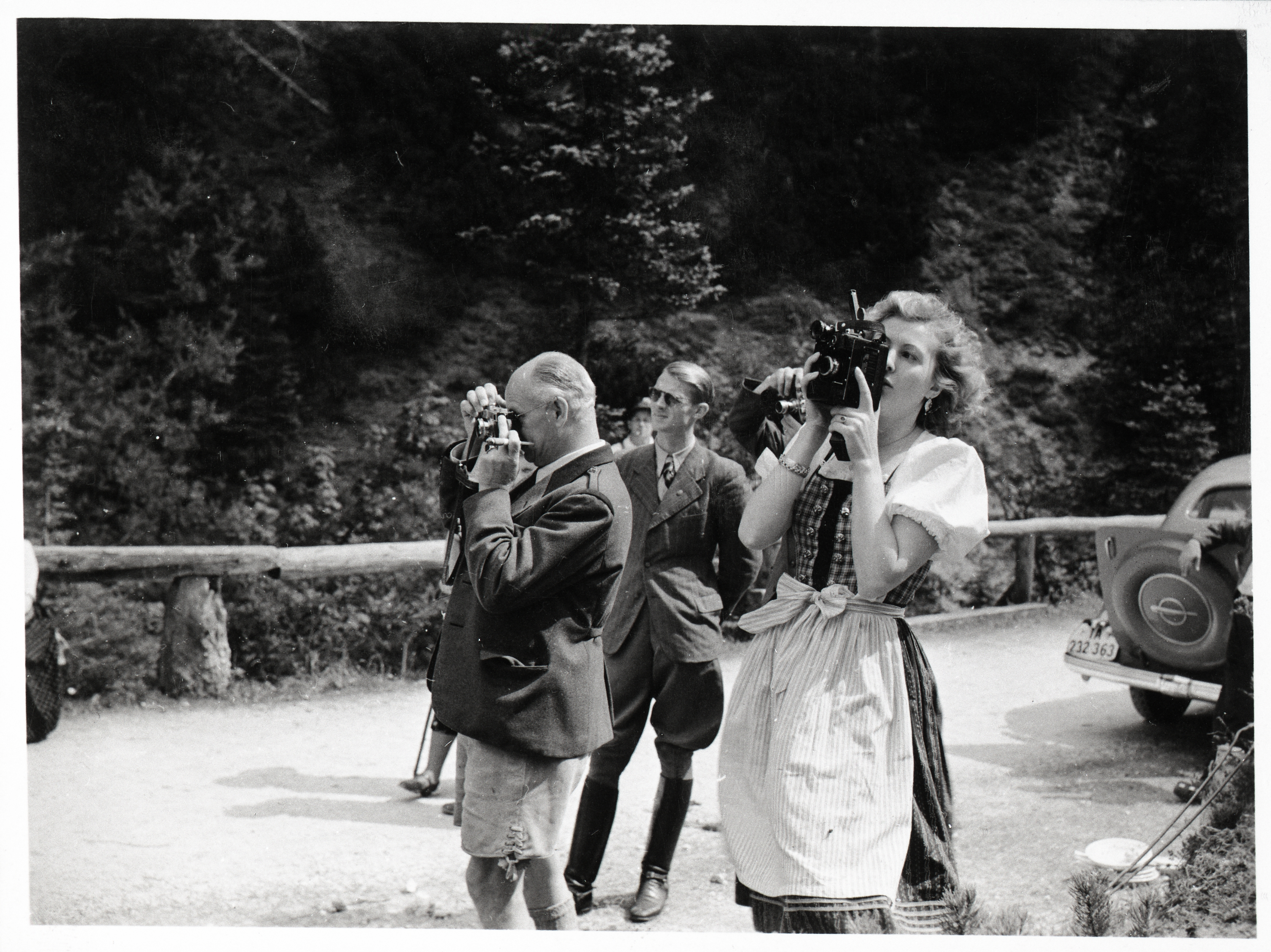
Eva Braun sur le tournage du film Der laufende Berg (La montagne qui court), un film de Hans Deppe en 1941.

À une époque qui voit se développer le cinéma amateur en couleurs et qui permet d'enregistrer les événements importants de la vie de chaque Allemand (naissance, mariage, voyage, etc.), Eva Braun filme plusieurs moments intimes de la vie du Führer avec une caméra de qualité, plusieurs modèles de Siemens Kino Kamera 16mm (dont des photos témoignent), avec des pellicules Agfachrome (de).
Otto Günsche et Heinz Linge, lors de leurs interrogatoires par les services de renseignements soviétiques au sortir de la guerre, affirment qu'Eva Braun était au centre de la vie du dictateur pendant ses douze ans au pouvoir. En 1946, ils disent[réf. nécessaire] :

« Elle l'accompagnait toujours. Dès qu'il entendait la voix de sa bien-aimée, il devenait joyeux. Il plaisantait volontiers à propos de ses nouveaux chapeaux. Après ses journées de travail, ils passaient du temps ensemble à boire du champagne frais et du cognac, et à manger du chocolat et des fruits. »

Le rapport d'enquête ajoute que, lorsque Hitler était trop occupé pour lui consacrer du temps, « Eva était souvent en sanglots ».
Heinz Linge affirme qu'avant la guerre, Hitler fait renforcer la surveillance de la maison d'Eva Braun à Munich, après que cette dernière a rapporté à la Gestapo qu'une femme l'avait traitée de « putain du Führer ».
En 1944, la sœur d'Eva Braun, Gretl, se marie avec un membre de l'entourage de Hitler, Hermann Fegelein, général SS travaillant aux côtés de Himmler. Adolf Hitler se sert de ce mariage comme prétexte à l'accession d'Eva Braun à des fonctions officielles.
Mais, à la fin d'avril 1945, Fegelein est exécuté après un simulacre de procès organisé dans le Führerbunker, pour cause de désertion, et pour avoir gardé secrètes les tentatives de négociation de Himmler avec les Américains. Eva Braun ne serait alors pas intervenue en faveur de son beau-frère.[réf. nécessaire]

### Mariage et suicide avec Hitler
Début avril 1945, Eva Braun choisit de rejoindre Hitler au Führerbunker, son bunker sous la nouvelle chancellerie, à Berlin. Lorsque l'Armée rouge conquiert Berlin, elle refuse de partir, par loyauté envers son compagnon. Le 23 avril, le ministre Albert Speer de retour à Berlin note qu'elle manifeste « une sérénité presque joyeuse », alors qu'Hitler déclare qu'« Eva est le seul être humain susceptible d'une loyauté ultime jusqu'à l'heure décisive ».
Ils se marient même le 29 avril 1945, au cours d'une brève cérémonie civile célébrée par Walter Wagner. Hitler note : « Après avoir pensé pendant les années de combat ne pas pouvoir assumer la responsabilité de contracter un mariage, je suis maintenant résolu, au terme de ma destinée terrestre, à prendre pour épouse la jeune femme qui, après de longues années d’amitié fidèle, s’est rendue de sa propre volonté dans la capitale assiégée pour partager son destin avec le mien. Elle ira avec moi dans la mort, selon mes vœux, en qualité d’épouse ».
Walter Wagner, conseiller municipal de Berlin chargé de l'urbanisme et de la famille, préside la cérémonie. Adolf Hitler, 56 ans, porte un uniforme de la Luftwaffe, Eva Braun, 33 ans, une petite robe bleue et un collier de perles. Les témoins de cette union pour Hitler sont Goebbels, ministre de la Propagande, et Bormann, chef de la chancellerie du NSDAP. Magda Goebbels et Traudl Junge, la secrétaire du Führer, assistent aussi à l'union du couple, tout comme la cuisinière personnelle de Hitler et quelques militaires encore présents dans le Quartier général souterrain. Lors de la signature de l'acte de mariage, Eva signe d'un B pour Braun, mais le raye pour le remplacer par un H pour Hitler. Le lendemain du mariage, quelques heures avant le suicide, l'épouse du Führer fait demander au personnel militaire et civil du bunker de l'appeler « madame Hitler », ce qui surprend, beaucoup ignorant que le dictateur venait d’épouser celle qui faisait figure de maîtresse.
Ils se suicident ensemble le 30 avril 1945, Eva en absorbant une capsule d'acide cyanhydrique et Hitler en se tirant une balle dans la tête. Les corps de Hitler et de sa désormais épouse sont remontés à la surface puis brûlés par le chauffeur du Führer (Erich Kempka) et son aide de camp (Otto Günsche), dans un cratère d'obus, près d'un des accès à l'abri souterrain, avant d'être aspergés d'essence et incinérés, les restes étant mêlés à d'autres restes humains dans un autre cratère d'obus. De nombreuses spéculations ont eu cours sur la possible fuite du couple. Toutefois, la mort de Hitler a été confirmée en 2018 à partir des restes retrouvés sur place et ramenés à Moscou par l'Armée rouge. La mort simultanée de son épouse est donc on ne peut plus probable. Ces rumeurs sur leur survie inspirèrent en 1970 à l'écrivain Pierre Boulle une nouvelle, Son dernier Combat, dans laquelle réfugiés au Pérou, ils sont devenus avec leur chienne Blondi tout à la fois grands propriétaires terriens, couple adoré par leurs employés indiens, parents adoptifs d'un métis et hôtes de l'autre grand disparu du nazisme : Martin Bormann.

### Possibles origines juives
Début avril 2014, les médias se sont fait l'écho de possibles origines juives ashkénazes d'Eva Braun, reprenant l'information donnée par un épisode de la série-documentaire Dead Famous DNA (que l'on peut traduire par « ADN de défunts célèbres »), présenté par Mark Evans (en) et diffusé quelques jours plus tôt sur la chaîne de télévision britannique Channel 4. Les producteurs de l'émission ont fait procéder à une analyse ADN de cheveux supposés d'Eva Braun, analyse qui révèle que son génome est porteur d'une séquence particulière appelée N1B1, fortement associée aux Juifs ashkénazes. Ces cheveux auraient été prélevés sur une brosse gravée aux initiales d'Eva Braun, brosse récupérée par un capitaine de l'armée américaine, Paul Baer, au Berghof, la résidence de Hitler dans les Alpes bavaroises.
Mais cette information est sujette à caution. Dans le passé, Mark Evans avait acheté à l'historien négationniste David Irving une mèche de cheveux supposée appartenir à Adolf Hitler, ce qui par la suite s'était révélé faux.
Si cela était corroboré, il est probable qu'Eva Braun ignorait ses origines juives, de nombreux ashkénazes allemands s'étant convertis au christianisme au cours du XIXe siècle.

## Postérité
La famille d'Eva Braun survit à la guerre. Son père travaille alors dans un hôpital, après que Eva lui a envoyé, en avril 1945, plusieurs malles d'affaires personnelles. Sa mère, Franziska, meurt à l'âge de 90 ans en janvier 1976, après avoir passé la fin de sa vie dans une vieille ferme de Ruhpolding, en Bavière.
Eva Braun est essentiellement célèbre pour avoir été la maîtresse de Hitler. Son rôle reste cependant controversé lors de la Seconde Guerre mondiale : si certains historiens soulignent le peu d'intérêt que la jeune femme portait au conflit, d'autres affirment que les derniers jours qu'elle a passés aux côtés du Führer ont été déterminants.
Sa biographe Heike B. Görtemaker conclut : « Pendant les quatorze années de sa relation intime avec Hitler, Eva Braun a évolué. La jeune fille simple, toujours en retrait, est devenue une femme capricieuse et intraitable, exigeant de tous une fidélité inconditionnelle envers « son » Führer ».
Les photographies et métrages (une centaine de petits films durant chacun quelques minutes, la plupart en couleurs) réalisés par Eva Braun sont confisqués à la fin de la guerre par les Alliés, considérés comme des prises de guerre et étudiés par des juristes et des militaires lors des procès contre les crimes nazis. Ils sont conservés à la National Archives and Records Administration, à Washington.

## Dans la fiction

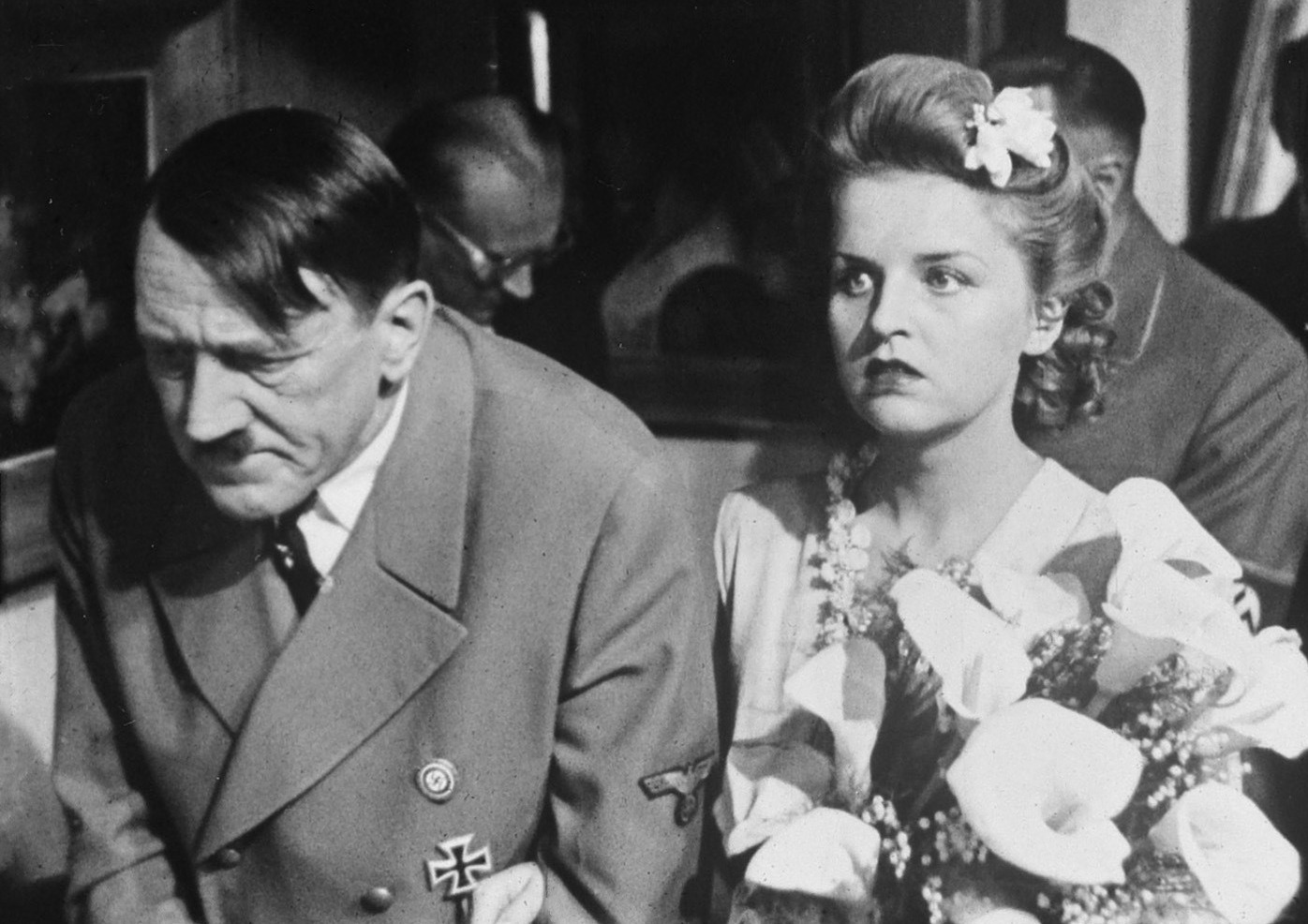
Le personnage d'Eva Braun dans le film soviétique La Chute de Berlin (1949).

- 1949 : La Chute de Berlin, film de Mikhaïl Tchiaoureli, jouée par Maria Novakova.
- 1955 : La Fin d'Hitler, film de Georg Wilhelm Pabst, jouée par Lotte Tobisch (de).
- 1962 : La Vie privée d'Hitler, film de Stuart Heisler, jouée par Maria Emo.
- 1970 : Quia Absurdum, recueil de nouvelles de Pierre Boulle : "Son dernier combat."
- 1971 : Libération film de Iouri Ozerov, jouée par Angelika Waller (de)
- 1973 : Les Dix Derniers Jours d'Hitler, film d'Ennio de Concini, jouée par Doris Kunstmann.
- 1973 : Le Führer en folie, film de Philippe Clair, jouée par Alice Sapritch.
- 1981 : Le Bunker, téléfilm de George Schaefer, jouée par Susan Blakely,
- 1987 : Conférence au sommet ! pièce de théâtre de Robert David Mac Donald, jouée à la Comédie Française
- 1999 : Moloch, film d'Alexandre Sokourov, jouée par Éléna Roufanova (ru).
- 2001 : La Part de l'autre, roman d'Éric-Emmanuel Schmit.
- 2003 : Hitler : la Naissance du mal, téléfilm de Christian Duguay, jouée par Zoe Telford.
- 2004 : La Chute, film d'Oliver Hirschbiegel, jouée par Juliane Köhler.
- 2007 : Eva Braun, dans l’intimité d’Hitler, téléfilm documentaire de Daniel Costelle et Isabelle Clarke.
- 2008 : Hitler est kaput !, film de Marius Waisberg, jouée par Ksenia Sobtchak.
- 2010 : La Rafle, film de Roselyne Bosch, jouée par Franziska Schubert (de).
- 2014 : Mille ans…, uchronie de Patrice Dumas.
- 2016 : The Man in the High Castle, série, jouée par Lisa Paxton.
- 2020 : Hunters, série, jouée par Lena Olin.